# Hylaea intermediaria
Hylaea intermediaria là một loài bướm đêm trong họ Geometridae.